# Charoula Dimitriou
Chara „Charoula“ Dimitriou (griechisch Χαρά «Χαρούλα» Δημητρίου, * 12. April 1990 in Thessaloniki) ist eine griechische Fußballnationalspielerin.

## Karriere

### Verein
Dimitriou startete ihre Karriere beim PAOK Thessaloniki, wo sie 2010 in die erste Mannschaft aufrückte.
Nach fünf Jahren und sechs Meisterschaften mit dem PAOK Thessaloniki, wechselte Dimitriou nach Deutschland in die 2. Bundesliga Süd zum VfL Sindelfingen. Nachdem die griechische Nationalspielerin zwölf Tore in 22 Spielen für Sindelfingen erzielen konnte, wechselte sie mit Beginn der Saison 2017/18 in die 2. Bundesliga Nord zu BV Cloppenburg.
Im Sommer 2019 kehrte die Spielerin dann zurück in ihre Heimat und schloss sich wieder PAOK Thessaloniki an.

### Nationalmannschaft
Dimitriou spielt seit 2012 für die griechische Fußballnationalmannschaft der Frauen. Seither lief sie in neun A-Länderspielen Griechenlands auf.

## Erfolge
- Griechischer Meister (6): 2010, 2011, 2012, 2013, 2015 und 2016
- Griechischer Pokalsieger (4): 2013, 2014, 2015. 2016